# Bratenahl (Ohio)
Pour les articles homonymes, voir Bratenahl.
Bratenahl est un village américain situé dans le comté de Cuyahoga, dans l'Ohio. Selon le recensement de 2010, sa population est de 1 197 habitants.